# ماريا نلينو
ماريّا نلّينو (بالإيطالية :Maria Nallino)

(1325 - 1394 هـ / باليرمو 1908 - روما 1974 م) هي مستشرقة إيطالية ، وهي ابنة المستشرق كارلو ألفونسو نلينو.
اهتمت بالشعر الجاهلي و ترجمت بعضه إلى الإيطالية.
تتلمذت على طه حسين، وكانت على اتصال ببعض الأدباء العرب ومنهم عيسى الناعوري، الذي التقى بها عندما زار إيطاليا عام 1960 بدعوة من "معهد الشرق" (Istituto per l'Oriente) وهو منتدى ثقافي للدراسات العربية والشرقية أسسه والدُها كارلو ألفونسو نلينو.
شاركت في المؤتمرات العلمية حول الأدب العربي، منها "مؤتمر الأدب العربي المعاصر" الذي عُقد في روما عام 1961. انتُخِبَت عُضوًا مراسلًا في مجمع اللغة العربية بالقاهرة.

## آثارها
1. طه حسين وإيطاليا، 1964.
2. دراسة للجزء الثالث من كتاب الأيّام لطه حسين، 1963.
3. أشعار النابغة الجعدي، 1953.

جمعت تراث والدها ونشرته بعد وفاته، وترجمت كُتبه التي وضعها باللغة العربية إلى الإيطالية.